# Ураков, Марат Сергеевич
Марат Сергеевич Ураков (1924—1992) — советский  государственный и хозяйственный деятель, организатор производства. Директор Березниковского химического завода  (1969—1985). Почётный гражданин города Березники (1989).

## Биография
Родился 25 сентября 1924 года в городе Казани в семье служащего. 
До 1930 года семья М. С. Уракова жила в деревне, его отец по партийному поручению занимался организацией колхозного хозяйства.  С 4 июля 1942 года, в период Великой Отечественной войны, М. С. Ураков после окончания Казанской средней школы в возрасте семнадцати лет был призван в ряды Рабоче-Крестьянской Красной армии и добровольцем отправился в действующую армию, после окончания центральной снайперской школы, был инструктором в центральной женской снайперской школе. Участник Великой Отечественной войны в составе 365-го стрелкового полка 119-й стрелковой дивизии 4-й Ударной армии — сержант, заместитель командира взвода роты автоматчиков, воевал на 1-м Прибалтийском фронте, два раза был тяжело ранен в боях. За доблесть и отвагу проявленные в период Великой Отечественной войны, Указами Президиума Верховного Совета СССР в 1944 году был награждён орденами  Красной Звезды и Орденом Славы 3-й степени. 
С 1945 года после демобилизации из рядов Советской армии, продолжил своё обучение на подготовительном отделении для поступление в высшее учебное заведение. С 1946 по 1951 годы проходил обучение в Казанском химико-технологическом институте, после окончания института с красным дипломом получил специальность инженера-технолога. С 1951 по 1952 годы работал помощником механика, с 1952 по 1956 годы — механик цеха №34, с 1956 по 1965 годы работал — главным механиком, с 1965 по 1969 года — секретарь партийного комитета Березниковского химического комбината.
С 1969 по 1985 годы М. С. Ураков, в течение шестнадцати лет был руководителем  Березниковского химического завода, в период руководства заводом и при его непосредственном участии было пущено около двадцати двух новых производств по выпуску химической продукции различного назначения, биологические очистные сооружения и водозабор «Усолка». 
В 1989 году  «за большие заслуги в развитии города Березники» М. С. Ураков был удостоен почётного звания — Почётный гражданин города Березники.
Скончался 29 ноября 1992 года в городе Березники, Пермской области.

## Награды
- Орден Октябрьской революции
- Орден Отечественной войны I степени (6.04.1985[7])
- Орден Трудового Красного Знамени
- Орден Красной Звезды (28.02.1944[2])
- Орден Славы III степени (1.05.1944[3])
- Медаль «За победу над Германией в Великой Отечественной войне 1941—1945 гг.»

### Звание
- Почётный гражданин города Березники (1989[5][8])

## Память
- В городе Березники на Советском проспекте, на доме №18 была установлена Мемориальная доска М. С. Уракову[9]